# Poyntonophrynus grandisonae
Espèce
Synonymes
- Bufo grandisonae Poynton & Haacke, 1993

Statut de conservation UICN

 DD  : Données insuffisantes
Poyntonophrynus grandisonae est une espèce d'amphibiens de la famille des Bufonidae.

## Répartition
Cette espèce est endémique de la province de Namibe dans le sud-ouest de l'Angola.

## Description
Le mâle mesure 32,9 mm et les femelles de 33,6 à 38,1 mm.

## Étymologie
Cette espèce est nommée en l'honneur d'Alice Georgie Cruickshank Grandison.

## Publication originale
- Poynton & Haacke, 1993 : On a collection of amphibians from Angola, including a new species of Bufo Laurenti. Annals of the Transvaal Museum, vol. 36, p. 9-16 (texte intégral).